# Xylophageuma vomrathi
Xylophageuma vomrathi är en mångfotingart som beskrevs av Karl Wilhelm Verhoeff 1911. Xylophageuma vomrathi ingår i släktet Xylophageuma och familjen Haaseidae. Inga underarter finns listade i Catalogue of Life.